# Benetice (Světlá nad Sázavou)
Benetice je malo selo koje se nalazi u blizini grada Světlá nad Sázavou u Češkoj.
U tom mjestu nekad je postojala tvornica stakla. Iako više ne radi, neka lokalna imena mjesta izvedena su od dijelova tvornice, poput Na sušírnách ili Sklárenský ribnjak. Postoji i rekreacijski centar u Beneticama, koji je korišten kao kamp udruge pionira iz Češke, ali i iz Mađarske, Poljske i Njemačke.
Benetice imaju župni odbor koji se sastoji od tri člana.
Na trgu stoji Benetička lipa, koji je zasađena 1945. godine.
U neposrednoj blizini Benetica su dva najviša vrha Světelska i Ledečska na Žebrákovskom brežuljku (601 metar nadmorske visine).
Iz Benetica se može vidjeti i lijepi dvorac Lipnice, u kojem se redovito krajem srpnja i početkom kolovoza održavaju susreti Velorexa, čehoslovačkih vozila na tri kotača.

## Povijest imena
- 1375. - Beneczicze
- 1787. - Benetitz

## Vanjske poveznice
- Službena stranica mjesta